# Джамбия

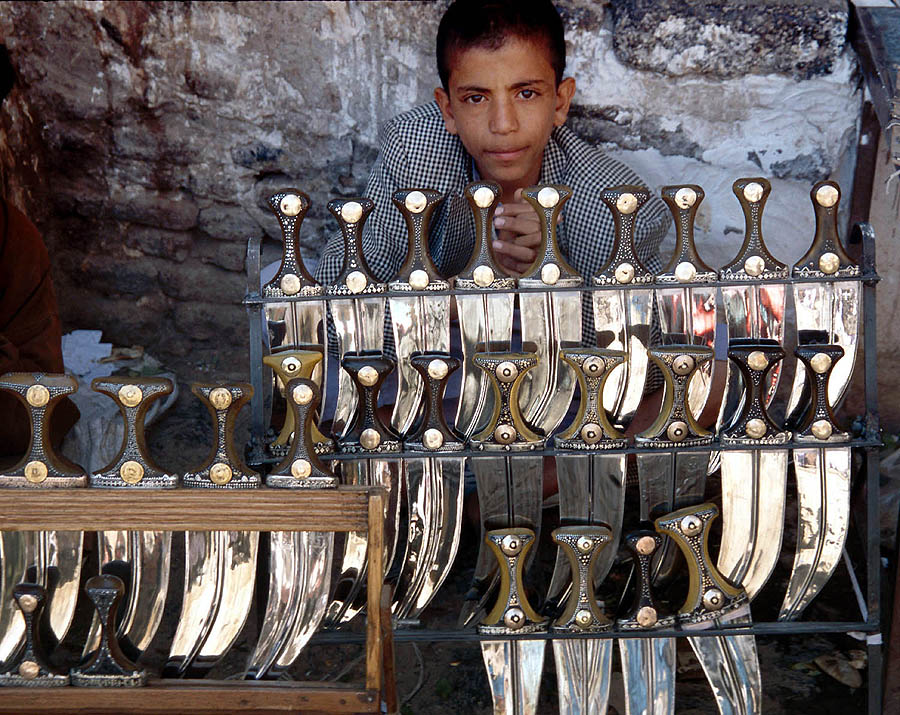
Продавец кинжалов джамбия на улице Таиза (Йемен)

Джамби́я (араб. جنۢبية‎) — восточный кинжал с широким загнутым клинком без гарды. Элемент национального мужского костюма йеменцев. В Йемене джамбию носят большинство лиц мужского пола.

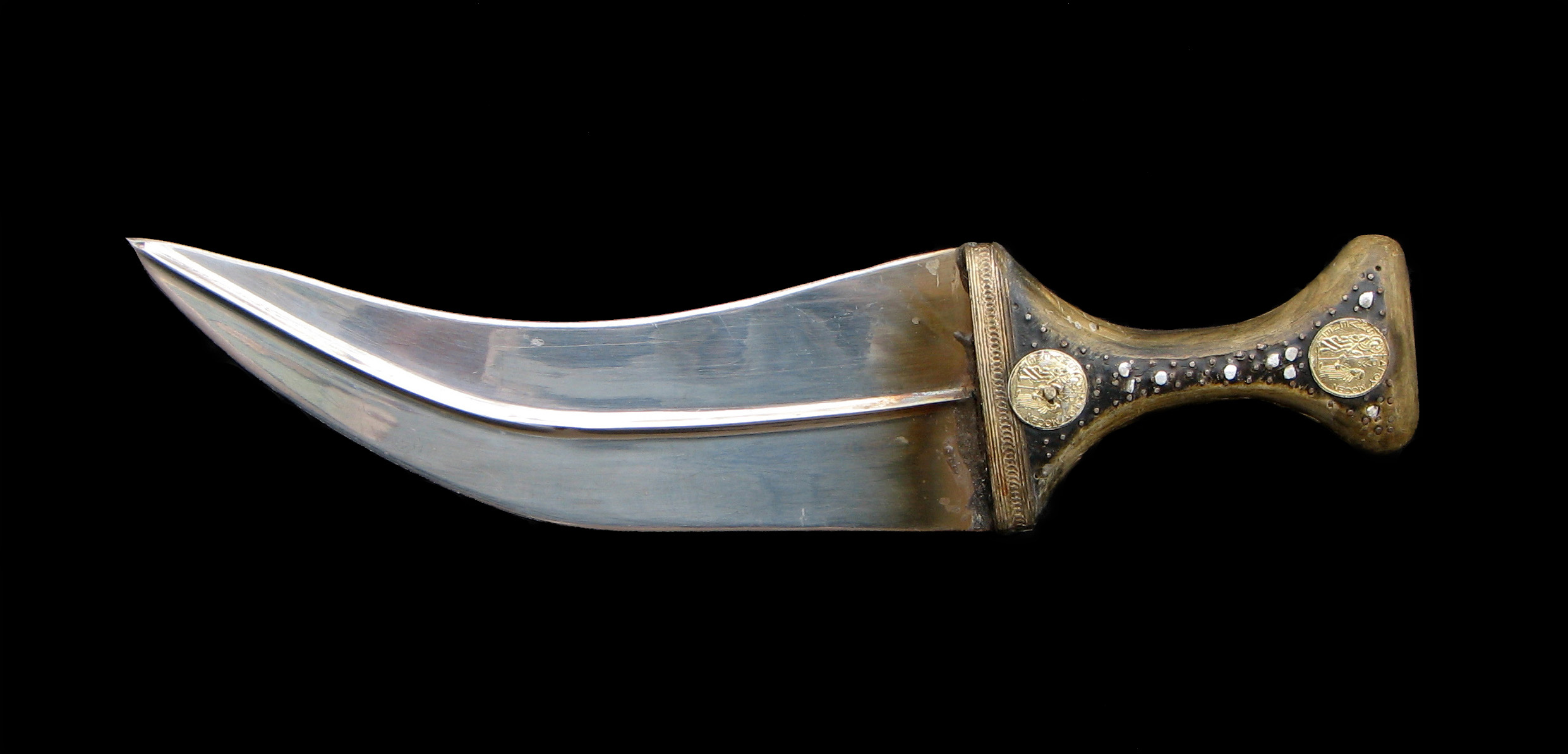
Джамбия из Йемена

Кинжал-джамбия — непременный аксессуар мужской одежды. На севере Йемена, а часто и на юге Омана редко на улице встретишь мужчину без огромного кривого кинжала, засунутого за специальный ремень из дублёной кожи или очень плотной ткани. Носится он на поясе, немного сбоку, из-за этого и происходит его название от арабского слова «бок, сторона».

## История
Джамбия не меняет свой вид вот уже несколько тысячелетий. С древнейших времён кинжалы данного типа с широким обоюдоострым изогнутым лезвием были широко распространены у народов Ближнего и Среднего Востока и в частности в Персии, арабских странах и в Индии. В связи с традициями и запретами ислама, на арабских кинжалах не допускалось изображение животных, птиц и людей.
На более ранних (периода XVIII — первой половины XIX веков) джамбиях делались ребра жёсткости в середине для придания прочности, а режущие кромки клинка делались сильно выраженными. Для более позднего (рубежа XIX—XX вв.) производства характерны слабо выраженные кромки и среднее ребро клинка, скорее всего, в это время они изготавливались формально, как традиционные признаки.
До нашего времени джамбия сохранилась только в Йемене[уточнить].

## Интересные факты
Кинжал-джамбия изображён на флаге и гербе Омана.

## Джамбия в массовой культуре
- «Шайтан-звезда» — роман Далии Трускиновской.
- В игре «Assassin’s Creed: Revelations» является самым слабым кинжалом.
- В невышедшей игре «Prince of Persia: Kindred Blades» являлась вторым главным оружием.